# نوو اوگاریوو

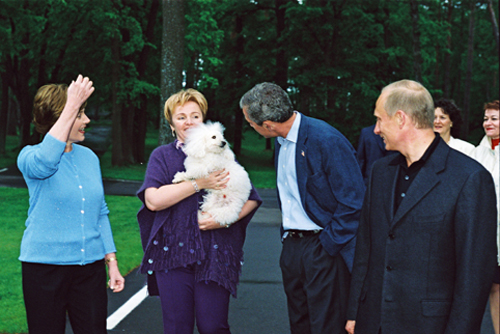
ولادیمیر پوتین و همسرش لودمیلا با رئیس جمهور ایالات متحده جورج دبلیو بوش و همسرش لورا در نوو اوگاریوو در ۲۴ مه ۲۰۰۲

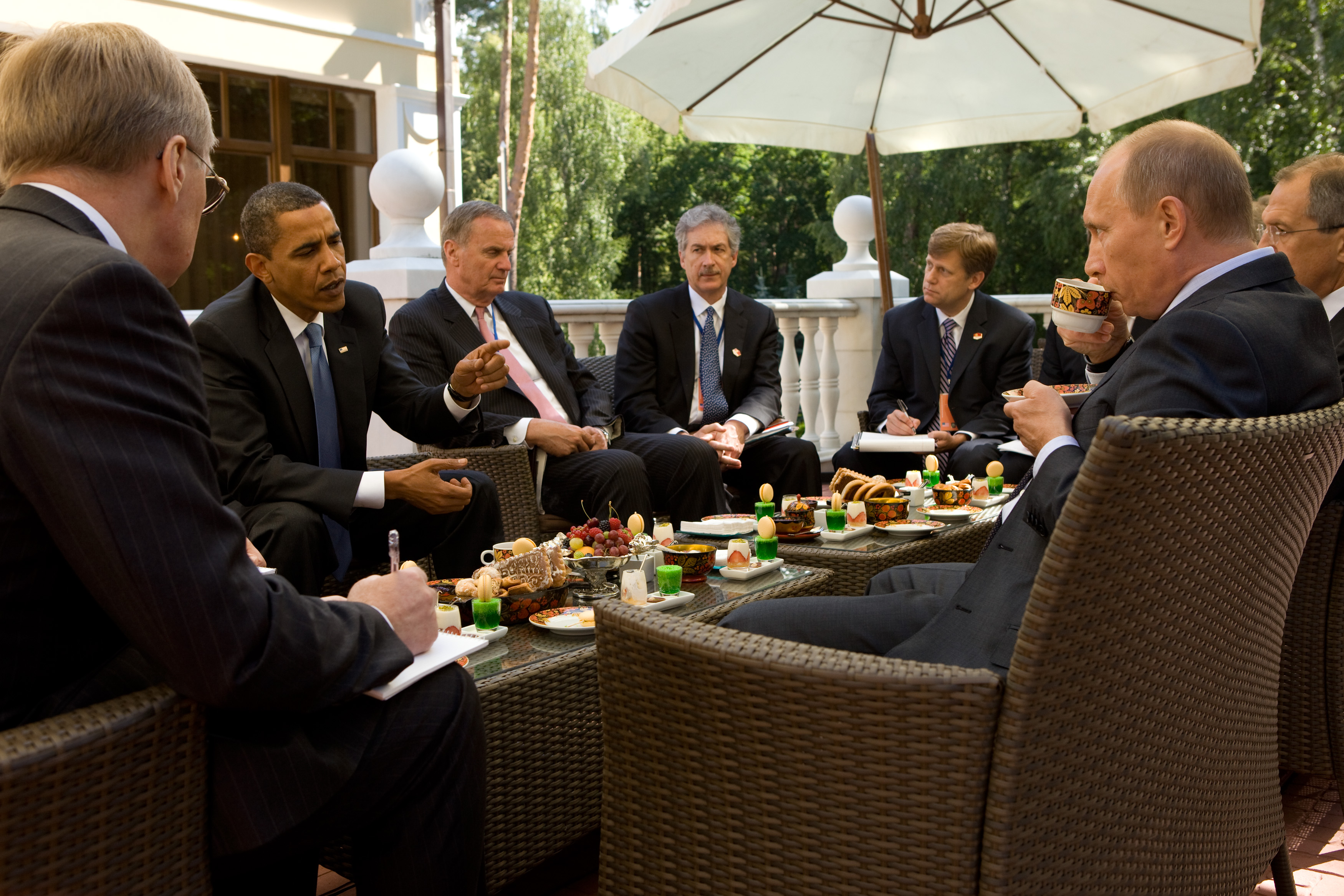
باراک اوباما و ولادیمیر پوتین در نوو اوگاریوودر ۷ ژوئیه ۲۰۰۹

نوو اوگاریوو ( روسی: Ново-Огарёво)، همچنین به عنوان نوو-اگاروو ترجمه شده است، یک ملک در منطقه اودینتسفسکی در استان مسکو است که در کنار بزرگراه روبلیوو-اوسپنسکویه در غرب شهر مسکو واقع شده است. این اقامتگاه به عنوان اقامتگاه حومه ای رئیس جمهور روسیه شناخته می شود که در سال ۲۰۰۰ رسماً به عنوان اقامتگاه ریاست جمهوری انتخاب شد، اگرچه در طول دوره دوم ریاست جمهوری ولادیمیر پوتین ، او به تدریج زمان بیشتری را در نوو-اگاریوو گذرانده است، به طوری که به طور غیررسمی نامیده می شود. محل اقامت عملی رئیس دولت.

## تاریخچه
نوو اوگاریوو در نیمه اول دهه ۱۹۵۰ مشابه یک ویلای قرن ۱۹، به دستور گئورگی مالنکوف ، با استفاده از طرح دختر معمارش ساخته شد. زمانی که مالنکوف در سال ۱۹۵۵ از سمت نخست وزیری اتحاد جماهیر شوروی برکنار شد، کار ساخت و ساز در حال انجام بود، و سپس از این مکان به عنوان گوسداچا ، " داچا ایالتی" یا استراحتگاه تعطیلات برای اسکان مهمانان، برای پذیرایی و به عنوان یک مکان استفاده شد. محل کار برای کمیته های مختلف دولتی
از سال ۱۹۹۱، نوو اوگاریوو به عنوان یک اقامتگاه دولتی شناخته شده است، که عمدتاً تا زمانی که ولادیمیر پوتین ، رئیس جمهور روسیه (از ۳۱ دسامبر ۱۹۹۹ در قدرت بود) آن را در سال ۲۰۰۰ بازسازی کرد، استفاده نشده بود. دیواری به ارتفاع شش متر دور تا دور مقر ریاست جمهوری را احاطه کرده است.
در اکتبر ۲۰۱۲، پوتین اعلام کرد که قصد دارد در نوو اوگاریوو فعالیت کند تا از رفت و آمد به مسکو خودداری کند، زیرا ازدحام ترافیک زیادی در شهر وجود دارد.
در آوریل ۲۰۲۰، پوتین پس از ملاقات با رئیس بیمارستان بالینی شماره ۴۰ مسکو، که بعداً آزمایش کووید-۱۹ مثبت شد، در نوو اوگاریوو خود ایزوله شد.